# Geschiedenis van de Ming
De Geschiedenis van de Ming of Mingshi is het laatste boek van de Vierentwintig Geschiedenissen, de verzameling officiële geschiedenissen van Chinese keizerlijke dynastieën. Het werk is tot stand gekomen in 1739, beschrijft de geschiedenis van de Ming-dynastie en omvat de periode 1368-1644.

## Ontstaan
Reeds in 1645, dus een jaar nadat de Mantsjoes Peking hadden ingenomen, werd het 'Bureau voor de geschiedenis van de Ming' ('Mingshi guan', 明史館) opgericht, met als doel een geschiedenis van de Ming-dynastie samen te stellen. Die snelle oprichting was vooral bedoeld om aan te geven dat de Ming-periode was beëindigd en rechtmatig was opgevolgd door de Qing. In 1679 kreeg een groep historici van de Kangxi-keizer (1661-1722) opdracht om een geschiedenis samen te stellen van de Ming-dynastie. Hieronder bevonden zich Wan Sitong (萬斯同, 1638-1702) en Wang Hongxu (王鴻緒, 1645-1723). Wang bewerkte de versie van Wan Sitong tot een 'Ontwerp voor een geschiedenis van de Ming' (Ming shigao, 明史稿). Tijdens de eindfase van de samenstelling was Zhang Tingyu (張廷玉, 1672-1755) de hoofdredacteur. De Qing-keizers hielden strikt toezicht op zowel de werkzaamheden als de resultaten. Pas in 1739 kon Zhang Tingyu het werk aan de Qianlong-keizer presenteren. In 1777 werd opdracht gegeven tot herziening van de keizerlijke annalen, hoewel dit niet heeft geleid tot fundamentele veranderingen in de tekst.

## Evaluatie
De 'Mingshi' kenmerkt zich door een hoge kwaliteit vanwege de duidelijke indeling en de veelheid van behandelde onderwerpen. Dit kwam door de grote hoeveelheid beschikbare documenten uit de Mingtijd, de kundigheid van de samenstellers en de lange tijd die werd gebruikt om de delen samen te stellen. Met grote zorg werd het werk voortdurend gecorrigeerd en herzien. Desondanks vormt de Mingshi niet de belangrijkste bron voor de geschiedenis van de Ming-dynastie. Van dertien van de zestien Mingkeizers zijn de Ware optekeningen bewaard gebleven, met daarin voor elke keizer een selectie van zijn verordeningen, bekendmakingen en voorschriften.

## Inhoud
De Mingshi bevat 332 juan. Zhang Tingyu volgde de indeling van de Shiji en de Hanshu:
| dynastieke geschiedenis | benji (annalen) | shijia (erfelijke geslachten | biao (tabellen) | shu (verhandelingen | liezhuan (biografieën) | Totaal aantal juan |
| ----------------------- | --------------- | ---------------------------- | --------------- | ------------------- | ---------------------- | ------------------ |
| Mingshi                 | 24              | -                            | 13              | 75                  | 220                    | 332                |

De documenten die de relaties tussen de Ming en de Jianzhou-Jurchen (建州女真, Jianzhou Nüzhen) beschrijven, zijn geschreven vanuit het standpunt van de Jianzhou.

## Chinese tekst
- 張廷玉, 《明史》(332卷), 北京 (中華書局), 1974 (Zhang Tingyu, Mingshi (332 juan), Beijing (Zhonghua shu ju), 1974), 28 delen, 8642 pp.

Herdrukt 1999, ISBN 9787101021288. De Zhonghua uitgave van de Vierentwintig Geschiedenissen is de meest gebruikte uitgave. De teksten zijn voorzien van leestekens, ingedeeld in paragrafen en geschreven in traditionele karakters.

## Vertalingen
- - Taylor, Romeyn, Basic annals of Ming Tʻai-tsu, San Francisco (Chinese Materials Center) 1975. (Vertaling van juan 1-3 van de Mingshi).